# Josef Ratzenböck

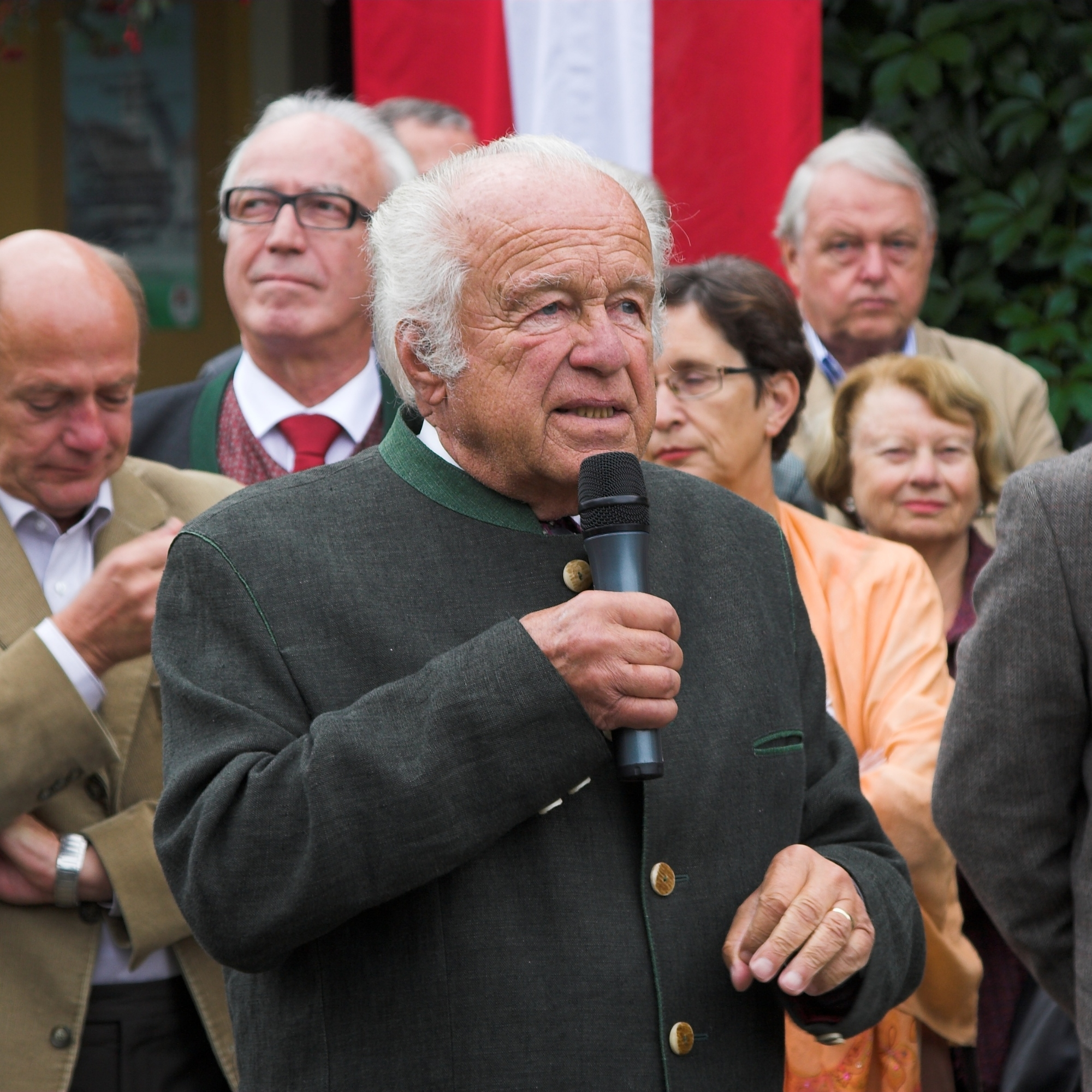
Josef Ratzenböck (2009)

Josef Ratzenböck (* 15. April 1929 in Neukirchen am Walde) ist ein ehemaliger österreichischer Politiker (ÖVP) und Jurist, der von 1977 bis 1995 als Landeshauptmann von Oberösterreich amtierte.

## Leben
Josef Ratzenböck besuchte von 1939 bis 1948 das Akademische Gymnasium in Linz. Von 1948 bis 1952 studierte er Rechtswissenschaften an der Universität Wien mit Promotion zum Dr. iur. 1952. Ab 1953 war er in der Landesparteileitung der ÖVP Oberösterreich tätig, von 1969 bis 1977 Landesparteisekretär. Von 1973 bis 1979 war er Landtagsabgeordneter, von 1973 bis 1977 Landesrat für Finanzen und Kultur, von 1977 bis 1995 Landesparteiobmann der ÖVP und Landeshauptmann von Oberösterreich. Er setzte sich für ein flächendeckendes Musikschulnetz ein, förderte die Landesausstellungen und trat für das Mitspracherecht der Länder in Bundesangelegenheiten ein. In seine Amtszeit fallen die Einführung der begünstigten Rückzahlung von Wohnbaudarlehen (Ratzenböck-Plan), die Ansiedlung von BMW in Steyr sowie die Gründung des Landesmusikschulwerkes.
Ratzenböck war von 1977 bis 1995 Präsident des Landesschulrates für Oberösterreich, er war Aufsichtsratsvorsitzender der OKA und ab 1996 Obmann des Seniorenbundes Oberösterreich. 2017 folgte ihm Josef Pühringer als Obmann des Seniorenbundes Oberösterreich nach. Als einer der dienstältesten Landeshauptmänner hatte er ÖVP-intern auch bundespolitischen Einfluss.
Josef Ratzenböck ist mit Anneliese Ratzenböck seit 1954 verheiratet.

## Ehrungen
- 1978: Ehrenbürger der Gemeinde Perwang am Grabensee
- 1985: Ehrenzeichen in Gold der Sudetendeutschen Landsmannschaft in Österreich
- Ehrenbürger der Gemeinde Kopfing im Innkreis
- Ehrenmitglied der AV Austria Innsbruck und der K.Ö.H.V. Alpinia Innsbruck im ÖCV
- Ehrenmitglied K.Ö.St.V. Nibelungia Linz, K.Ö.St.V. Flavia zu Lambach, sowie der K.Ö.St.V. Hilaria Wilhering zu Linz im MKV.
- Bayerischer Verdienstorden
- Archivaufnahmen von Josef Ratzenböck im Online-Archiv der Österreichischen Mediathek (Interviews, Reden, …)